# Nekrolog 1947
Nekrolog
◄◄
| ◄
| 1943
| 1944
| 1945
| 1946
| 1947 | 1948 | 1949 | 1950 | 1951 | ► | ►►
1. Quartal |
2. Quartal |
3. Quartal |
4. Quartal 
Weitere Ereignisse | Allgemeiner Nekrolog 1947
Die Beschreibung der verstorbenen Person sollte so kurz wie möglich gehalten sein und nur deren signifikante Tätigkeit(en) enthalten.
Neue Namen ggf. auch unter dem Geburts- und Sterbedatum, also etwa unter 1. Januar und im Geburts- und Sterbejahr (2024) eintragen (nur bei entsprechender großer Wichtigkeit). Für Beispiele siehe die schon vorhandenen Artikel.
Außerdem über die fünf zuletzt Verstorbenen, zu denen es einen ausreichend guten Artikel für eine Präsentation auf der Hauptseite gibt, nach der todesbedingten Überarbeitung der Artikel ggf. auch unter Wikipedia Diskussion:Hauptseite informieren und sie am besten auch in den anderen Wikipedia-Sprachversionen eintragen. Tipp: Regelmäßig bei news.google.de nach „ist tot“, „gestorben“ oder „verstorben“ suchen.
Wenn eine Person gestorben ist, gibt es viele Seiten zu dieser Person in der Wikipedia, die davon auch betroffen sind und entsprechend aktualisiert werden müssen. Beispiele: Namenübersichtsseite, Geburtsjahr, Geburtsort-Seiten und viele mehr.
Wie finde ich die betroffenen Seiten?
Im Suchfeld auf der linken Seite gibt man den Suchbegriff so ein: „Vorname Nachname“. Dann klickt man auf Volltext und alle Seiten mit entsprechendem Suchtext werden aufgerufen. Hier sieht man dann schnell, wo auch das Todesjahr Sinn macht oder sogar ein Teil des Artikels angepasst werden muss. Auch hilft das „Werkzeug“ auf der linken Seite sehr gut, um solche Seiten aufzufinden: „Links auf diese Seite“. Somit ist die Wikipedia wieder aktuell in allen Bereichen! Hinweis: bei Eintragung der Kategorie „Gestorben JAHR“ wird der Missbrauchsfilter 49 ausgelöst, was jedoch nicht schlimm ist. Siehe: Spezial:Missbrauchsfilter/49
Dies ist eine Liste von im Jahr 1947 verstorbenen bekannten Persönlichkeiten. Die Einträge erfolgen innerhalb der einzelnen Daten alphabetisch sortiert. Tiere sind im Nekrolog für Tiere zu finden.
Die Liste ist nach Quartalen aufgeteilt:
- Nekrolog 1. Quartal 1947: Januar, Februar und März
- Nekrolog 2. Quartal 1947: April, Mai und Juni
- Nekrolog 3. Quartal 1947: Juli, August und September
- Nekrolog 4. Quartal 1947: Oktober, November und Dezember

## Datum unbekannt
| Tag      | Name                          | Beruf, bekannt als                                                                            | Alter | Beleg |
| -------- | ----------------------------- | --------------------------------------------------------------------------------------------- | ----- | ----- |
|          | Gustav Albrecht               | deutscher Verlagsleiter, Direktor des deutschen Nachrichtenbüros (DNB)                        |       |       |
|          | Samuel Alman                  | russisch-britischer Chorleiter und Komponist                                                  |       |       |
|          | Ferdinand Amelin              | österreichisch-ungarischer Steinmetz des Historismus, Richter in Kaisersteinbruch             |       |       |
|          | Anastasios Andreou            | griechischer Sportler                                                                         |       |       |
|          | Arthur Berg                   | deutscher Hofbeamter                                                                          |       |       |
|          | Theos Casimir Bernard         | amerikanischer Forschungsreisender, Yoga- und Buddhismusschüler                               |       |       |
|          | Michael Bey                   | deutscher Politiker und Widerstandskämpfer gegen den Nationalsozialismus                      |       |       |
|          | Eugen Boulanger               | Bürgermeister von Mosbach (1924–1933)                                                         |       |       |
|          | Percival Bromfield            | englischer Tischtennisspieler                                                                 |       |       |
|          | Michail Jewsejewitsch Bukinik | Cellist, Komponist, Pädagoge und Musikkritiker                                                |       |       |
|          | Starling Burgess              | US-amerikanischer Yachtkonstrukteur und Bootsbauer                                            |       |       |
| November | John Lachlan Cope             | britischer Mediziner und Polarforscher                                                        | 54    |       |
|          | Samuel Courtauld              | englischer Industrieller, Kunstsammler und Mäzen                                              |       |       |
|          | Radu Crutzescu                | rumänischer Diplomat                                                                          |       |       |
|          | Sa'd Allah al-Dschabiri       | syrischer Politiker                                                                           |       |       |
|          | Georg Du Bois                 | Schweizer Manager der deutschen metallurgischen und chemischen Industrie                      |       |       |
|          | John Philip Du Cane           | britischer Offizier und Gouverneur von Malta                                                  |       |       |
|          | Alexandre du Chayla           | französischer Adliger                                                                         |       |       |
|          | Achille Duchêne               | französischer Landschaftsarchitekt                                                            |       |       |
|          | Wilhelm Dümmler               | deutscher Kommunalpolitiker (NSDAP)                                                           |       |       |
|          | Hildegard Ebbinghaus          | deutsche Kommunistin und Widerstandskämpferin                                                 |       |       |
|          | Albin Eines                   | norwegischer Zeitungsredakteur und Politiker                                                  |       |       |
|          | Ellegaard Ellerbek            | deutscher völkischer Schriftsteller und Führer im Wiking-Bund                                 |       |       |
|          | Antoni de Falguera i Sivilla  | spanischer Architekt des katalanischen Modernismus                                            |       |       |
|          | Desiderius Fangh              | österreichischer Maler                                                                        |       |       |
|          | Hermann Fauser                | deutscher Designer                                                                            |       |       |
|          | Alva J. Fisher                | US-amerikanischer Erfinder                                                                    |       |       |
|          | Fritz Flemming                | deutscher Oboist                                                                              |       |       |
|          | Othmar Gamillscheg            | österreichischer Offizier                                                                     |       |       |
|          | Mari Gerekmezyan              | armenisch-türkische Bildhauerin                                                               |       |       |
|          | José Gil                      | argentinischer Komponist und Musikpädagoge                                                    |       |       |
|          | Emil Glöckner                 | deutscher Maler und Gebrauchsgraphiker                                                        |       |       |
|          | Émile Gontier                 | französischer Leichtathlet                                                                    |       |       |
|          | Victor Goybet                 | französischer General im Ersten Weltkrieg                                                     |       |       |
|          | Evarts Boutell Greene         | US-amerikanischer Historiker                                                                  |       |       |
|          | Karl Gufler                   | italienischer Bauerknecht, Widerstandskämpfer gegen den Nationalsozialismus                   |       |       |
|          | Maurice Guiraud-Rivière       | französischer Maler, Zeichner und Bildhauer                                                   |       |       |
|          | Henri Guy                     | französischer Romanist und hoher Beamter der Unterrichtsverwaltung                            |       |       |
|          | Karl Ernst Hänsel             | deutscher Maler und Radierer                                                                  |       |       |
|          | Hasegawa Teru                 | japanische Autorin, Aktivistin, Feministin, Pazifistin und Esperantistin                      |       |       |
|          | August Hauer                  | deutscher Arzt und Schriftsteller                                                             |       |       |
|          | Elbert D. Hayford             | US-amerikanischer Anwalt und Politiker                                                        |       |       |
|          | Edmonia Henderson             | US-amerikanische Blues- und Gospelsängerin                                                    |       |       |
|          | Max Hesse                     | deutscher Diplomat                                                                            |       |       |
|          | Emilio Heydrich               | deutsch-kubanischer Großgrundbesitzer und Unternehmer                                         |       |       |
|          | Georg Hoffmann                | deutscher Schwimmer und Wasserspringer                                                        |       |       |
|          | Wilhelm Holtzheuer            | deutscher Chefredakteur und Prokurist der Continental AG                                      |       |       |
|          | Curt Hoppe-Camphausen         | deutscher Historien-, Porträt-, Tier-, Stillleben- und Landschaftsmaler sowie Zeichner        |       |       |
|          | Georges Hubin                 | belgischer Politiker (Sozialist)                                                              |       |       |
|          | Richard Hutter                | österreichischer Schriftsteller, Kabarettist und Drehbuchautor beim deutschen Stummfilm       |       |       |
|          | Bernhard Iversen              | deutscher Musikpädagoge                                                                       |       |       |
|          | Gottfried von Jacobi          | deutscher Verwaltungsjurist                                                                   |       |       |
|          | Jampel Yeshe Gyeltshen        | fünfter Radreng Rinpoche und Regent von Tibet (1934–1941)                                     |       |       |
|          | Ezra Jenkinson                | englischer Komponist und Violinist                                                            |       |       |
|          | Henry Hudson Kitson           | englisch-amerikanischer Bildhauer                                                             |       |       |
|          | Friedrich Klingmann           | deutscher Önologe und Rebenzüchter                                                            |       |       |
|          | Gustav Köhler                 | deutscher Verwaltungsbeamter                                                                  |       |       |
|          | Reinhard Kullrich             | deutscher Medailleur                                                                          |       |       |
|          | Carl Ladendorff               | deutscher Finanzbeamter und Politiker (Wirtschaftspartei), MdL                                |       |       |
|          | Karl Arthur Lange             | deutscher Volkswirt und Politiker                                                             |       |       |
|          | Franz Levacher                | deutscher Politiker (Zentrum, NSDAP), Mitglied des Landesrates des Saargebietes               |       |       |
|          | Valdemar Lindholm             | schwedischer Schriftsteller, Journalist und Mythensammler                                     |       |       |
|          | John Martin Littlejohn        | US-amerikanischer Mediziner                                                                   |       |       |
|          | Charles Mantoux               | französischer Arzt                                                                            |       |       |
|          | Matayoshi Shinkō              | japanischer Kobudo- und Karatemeister                                                         |       |       |
|          | Andrej Mazanow                | bulgarischer Revolutionär, Militär                                                            |       |       |
|          | Clara Mende                   | deutsche Politikerin (DVP), MdR                                                               |       |       |
|          | Gustav Morgenstern            | deutscher Journalist und Übersetzer                                                           |       |       |
|          | Mu Shouqi                     | chinesischer Politiker und Gelehrter                                                          |       |       |
|          | Murakami Harutarō             | japanischer Astronom und Physiker                                                             |       |       |
|          | Bertha Newcombe               | britische Malerin und Suffragette                                                             |       |       |
|          | Robert Newstead               | britischer Entomologe und Archäologe                                                          |       |       |
|          | Noguchi Yonejirō              | japanischer Dichter und Essayist                                                              |       |       |
|          | Reiner Olzscha                | deutscher Hygieniker und Offizier                                                             |       |       |
|          | Fritz Ossberger               | deutscher Ingenieur und Unternehmer                                                           |       |       |
|          | Max Pape                      | deutscher Schwimmer                                                                           |       |       |
|          | Adolf Pauli                   | deutscher Diplomat                                                                            |       |       |
|          | Martin Eckart Pfannschmidt    | deutscher evangelischer Pfarrer in Buch und Karow                                             |       |       |
|          | William Potts                 | US-amerikanischer Polizist und Erfinder                                                       |       |       |
|          | Ludwig Putz                   | österreichischer Kriegsmaler, Lithograf, Radierer, Grafiker und Illustrator                   |       |       |
|          | Alexander Ratcliffe           | schottischer Politiker und Publizist                                                          |       |       |
|          | Georg Reichel                 | deutscher Gewerkschafter                                                                      |       |       |
|          | José María Reina Andrade      | Präsident Guatemalas                                                                          |       |       |
|          | Sebastian Riegele             | deutscher Brauereibesitzer, Unternehmer und Kommerzienrat                                     |       |       |
|          | Alexandru Romalo              | rumänischer Diplomat                                                                          |       |       |
|          | Erich Roth                    | deutscher Polizist, Stellvertretender Gruppenleiter im Reichssicherheitshauptamt IV (Gestapo) |       |       |
|          | Clara Rühle                   | deutsche Malerin                                                                              |       |       |
|          | Carl Schappeller              | österreichischer Parawissenschaftler                                                          |       |       |
|          | Herbert Scheffler             | deutscher Autor                                                                               |       |       |
|          | Ernst Schlange                | deutscher Politiker (DtSP, NSDAP), MdL, Gauleiter                                             |       |       |
|          | Maria Schott                  | deutsche Politikerin (DNVP), MdR                                                              |       |       |
|          | Fathollah Akbar Sepahdar      | Großgrundbesitzer, Ministerpräsident des Iran                                                 |       |       |
|          | Shirasawa Homi                | japanischer Botaniker                                                                         |       |       |
|          | Gerald Shove                  | britischer Ökonom                                                                             |       |       |
|          | Erich Siebert                 | deutscher Ringer                                                                              |       |       |
|          | Gustav Siege                  | österreichischer Schauspieler und Theaterdirektor                                             |       |       |
|          | Py Sörman                     | schwedische Schriftstellerin                                                                  |       |       |
|          | Paul Stephani                 | deutscher Mediziner                                                                           |       |       |
|          | Karl Stoye                    | deutscher Karikaturist und Mundartdichter                                                     |       |       |
|          | Petro Trad                    | libanesischer Politiker griechisch-orthodoxen Glaubens                                        |       |       |
|          | Ilia Trilling                 | deutsch-jüdischer Komponist                                                                   |       |       |
|          | Richard Tronnier              | deutscher Musikschriftsteller und Komponist                                                   |       |       |
|          | Franciszek Turek              | polnischer Maler, Pädagoge und Kunstaktivist                                                  |       |       |
|          | Martha Unverhau               | deutsche Malerin                                                                              |       |       |
|          | Henri Van den Bulcke          | belgischer Eishockeyspieler und -funktionär                                                   |       |       |
|          | Heinrich Vogels               | deutscher Staatsbeamter                                                                       |       |       |
|          | Hans Walrab von Wangenheim    | deutscher Agrarpolitiker und Zeitungsverleger                                                 |       |       |
|          | Hugo Wolff-Maage              | deutscher Maler und Illustrator                                                               |       |       |
|          | Max Wulff                     | deutscher Maler und Illustrator                                                               |       |       |
|          | Ovide Yencesse                | französischer Graveur, Medailleur und Bildhauer                                               |       |       |
|          | Fritz Zahn                    | deutscher Fußballspieler                                                                      |       |       |